# Liste des avions de Qantas
Qantas exploite des Airbus A330, Airbus A380, Boeing 737 et Boeing 787, pour une flotte comportant un total de 144 appareils.

## Flotte actuelle

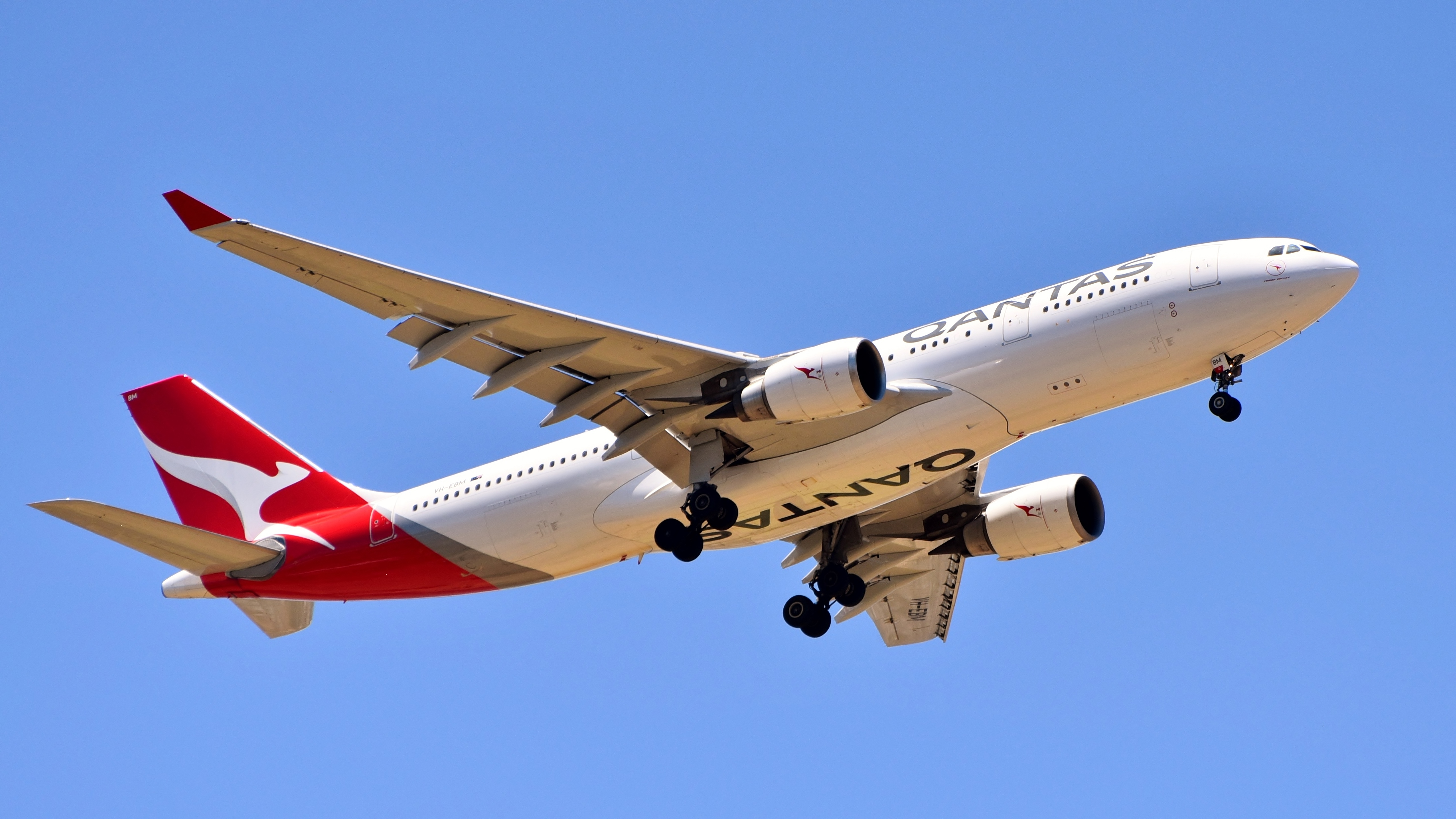
Airbus A330-200
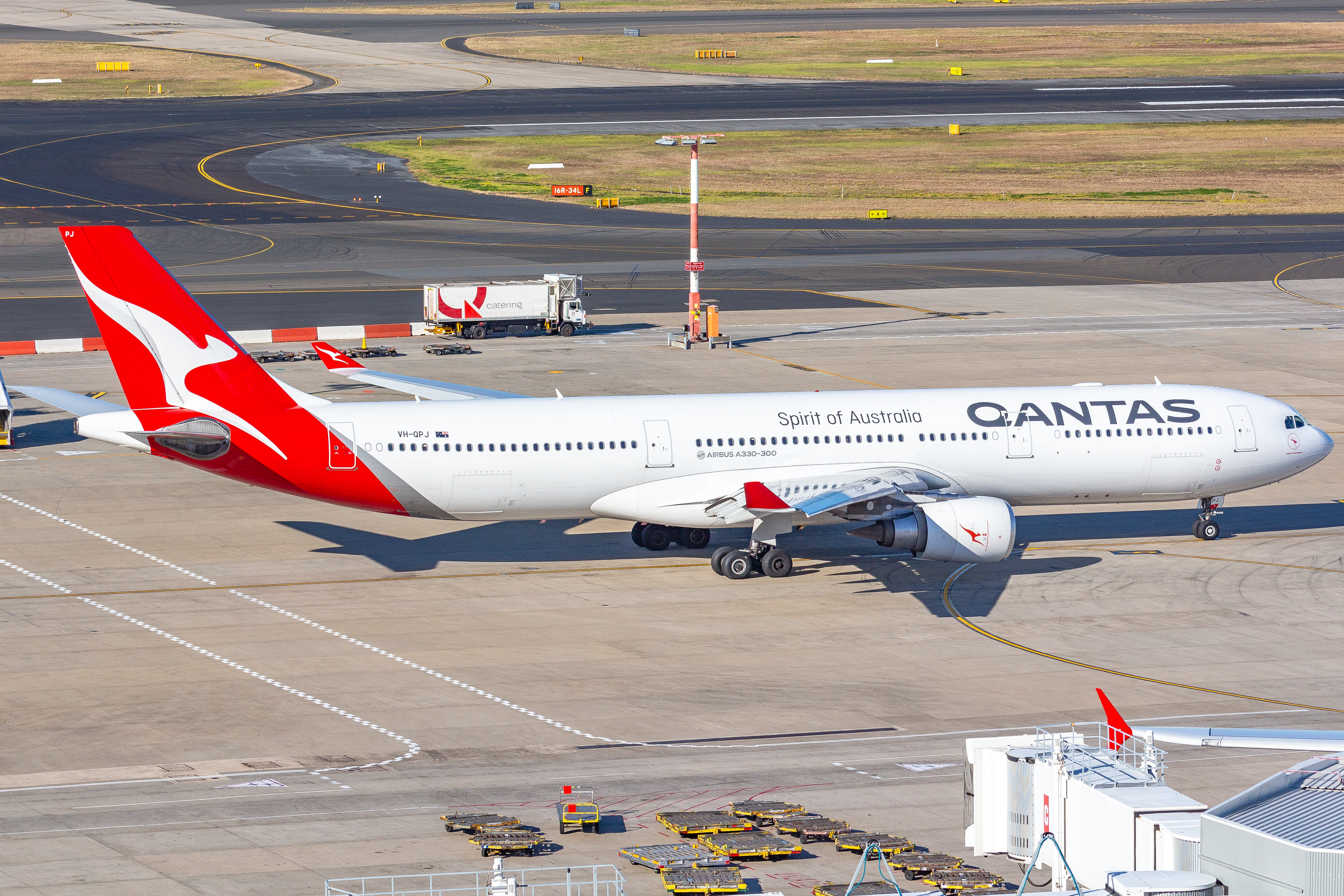
Airbus A330-300
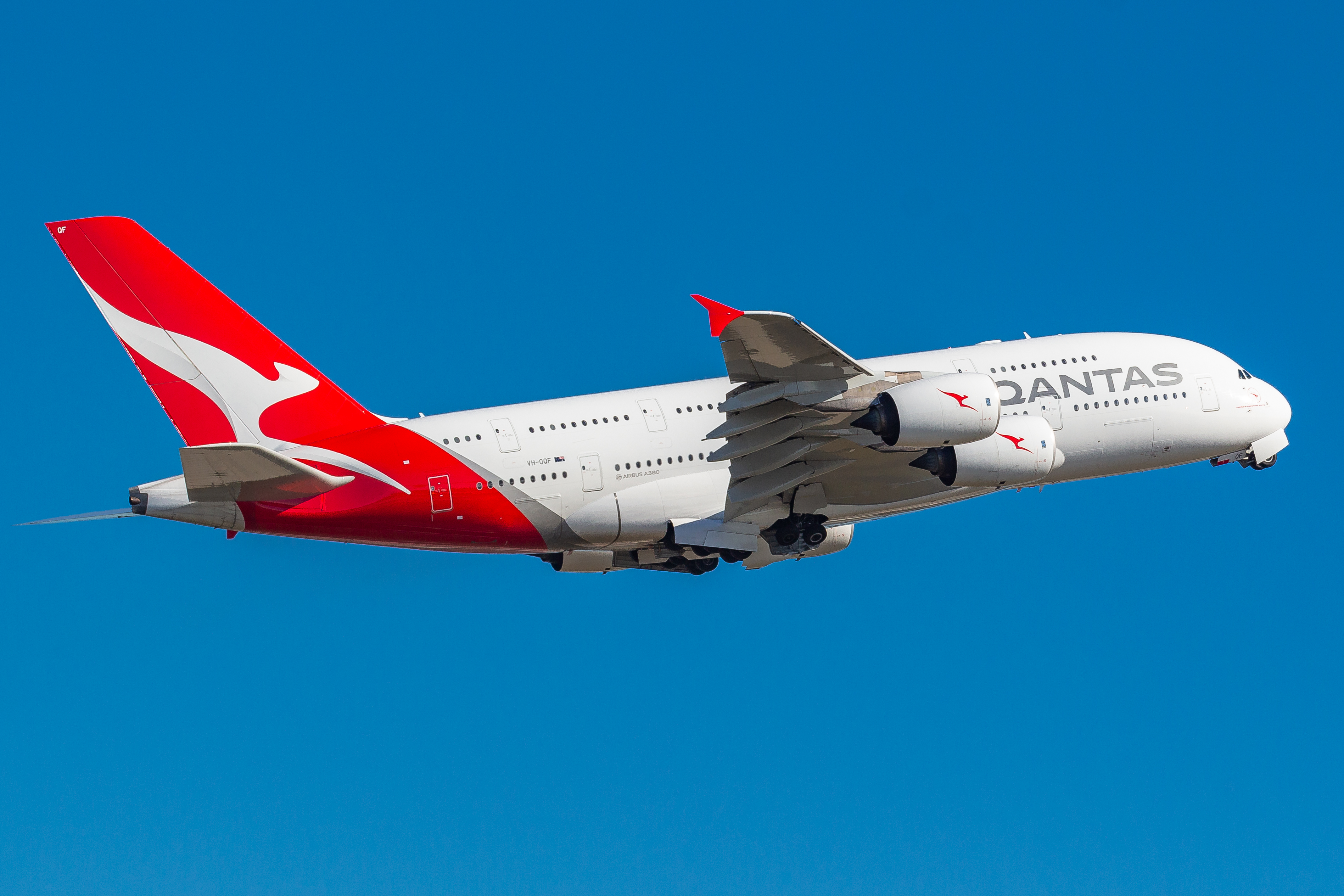
Airbus A380-800
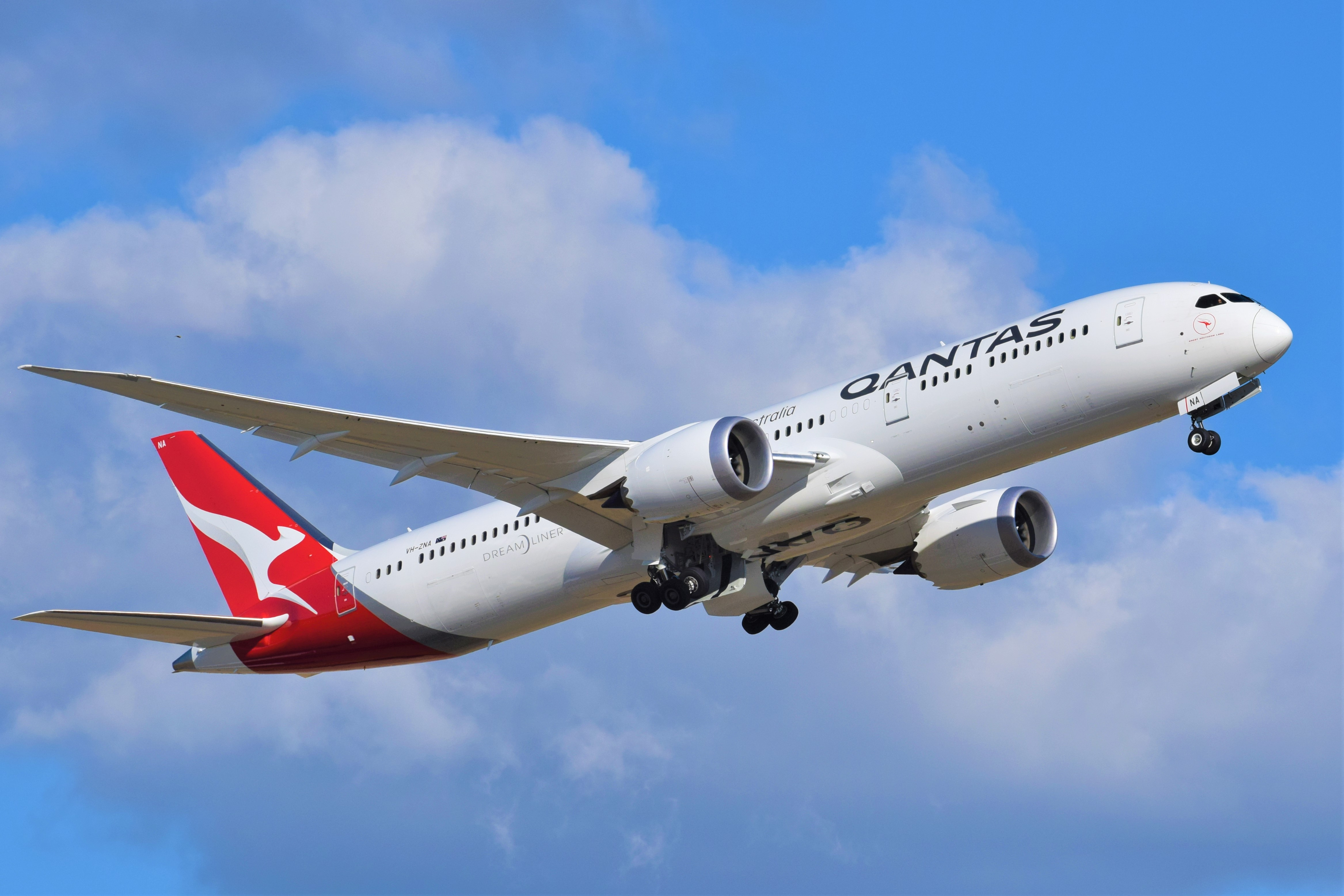
Boeing 787-9
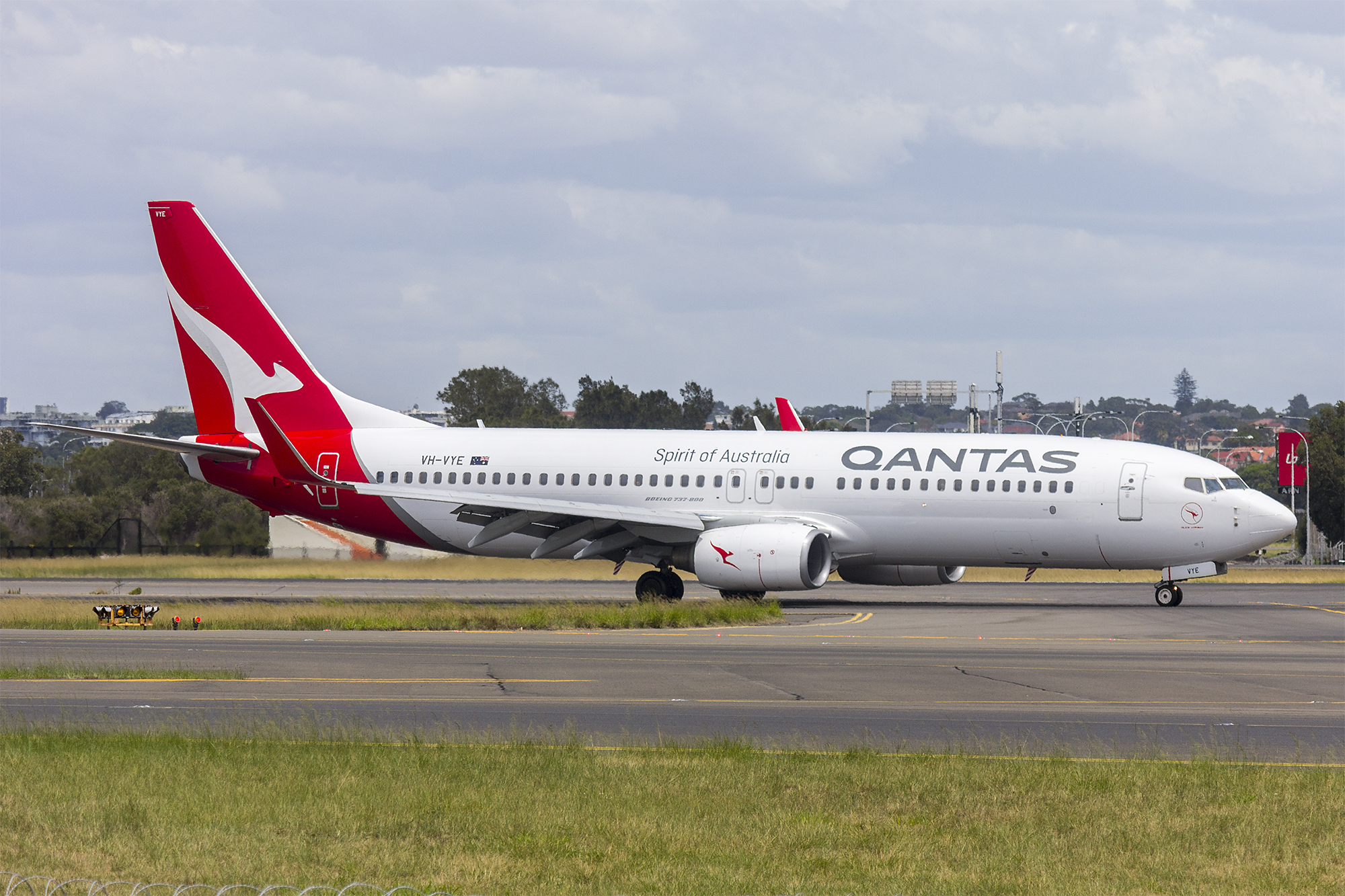
Boeing 737-800

En août 2023, la flotte principale de Qantas est constituée des aéronefs suivants,,:
| Avion            | En service | Commandes | Passagers       | Passagers       | Passagers       | Passagers | Passagers | Remarques |
| Avion            | En service | Commandes | Première classe | Classe affaires | Premium economy | Économie  | Total     | Remarques |
| ---------------- | ---------- | --------- | --------------- | --------------- | --------------- | --------- | --------- | --- |
| Airbus A220-300  | —          | 20        | —               | 10              | —               | 127       | 137       | Les livraisons débuteront fin 2023. Pour remplacer Boeing 737-800 et Boeing 717-200,. |
| Airbus A321XLR   | —          | 20        | —               | 20              | —               | 180       | 200       | Les livraisons débuteront fin 2023. Pour remplacer Boeing 737-800 et Boeing 717-200,. |
| Airbus A330-200  | 15         | —         | —               | 27              | —               | 224       | 251       | Deux seront convertis en cargos. |
| Airbus A330-200  | 15         | —         | —               | 28              | —               | 243       | 271       | Deux seront convertis en cargos. |
| Airbus A330-300  | 10         | —         | —               | 28              | —               | 269       | 297       | |
| Airbus A350-1000 | —          | 12        | 6               | 52              | 40              | 140       | 238 ,     | Les livraisons commenceront en 2025. À utiliser pour les itinéraires du Project Sunrise.                                                                                                 |
| Airbus A380-800  | 10         | —         | 14              | 64              | 35              | 371       | 484       | Deux appareils démantelés en juin 2022 (VH-OQF) et avril 2023 (VH-OQE). |
| Airbus A380-800  | 10         | —         | 14              | 70              | 60              | 341       | 485       | Trois appareils (VH-OQA, OQC et OQIO) se trouvent à Abou Dhabi à l'été 2023, en rénovation pour de nouvelles cabines Business et Premium Economy. Les sept autres ont repris du service. |
| Boeing 737-800   | 75         | —         | —               | 12              | —               | 162       | 174       | En fin de carrière et remplacé par Airbus A321XLR en 2023. |
| Boeing 787-9     | 14         | —         | —               | 42              | 28              | 166       | 236       | Dernier exemplaire livré en juillet 2023. |
| Total            | 144        | 52        |                 |                 |                 |           |           | |

En novembre 2018, Qantas et ses filiales exploitaient 297 aéronefs, dont 71 par Jetstar Airways; 90 par les diverses companies siglées QantasLink et 6 par Express Freighters Australia (au nom de Qantas Freight, qui propose également en crédit-bail (leasing) 2 Atlas Air Boeing 747-8Fs, N850GT and N854GT),,,.

## Historique des commandes
Le 22 août 2012, Qantas a annoncé qu'en raison de déficits financiers et pour économiser de la trésorerie, la compagnie avait annulé sa commande de 35 Boeing 787-9 tout en conservant la commande de 15 Boeing 787-8 destinés à Jetstar Airways,. Le 20 août 2015, Qantas a annoncé avoir commandé 8 Boeing 787-9 avec une date de livraison prévue à partir de 2017.
En février 2019, Qantas a annulé le reste de ses commandes d'Airbus A380 -800 qui en prévoyait 8 supplémentaires.
En juin 2019, lors du salon du Bourget, le groupe Qantas a modifié 26 de ses commandes d'Airbus A321neo pour des A321XLR, en ajoutant 10 unités supplémentaires, ainsi que 10 autres commandes d'A321neo modifiées en faveur de la version A321LR. Cela a porté la commande totale de la famille Airbus A320neo du groupe Qantas à 109 appareils, composés de :
- 45 A320neo
- 28 A321LR
- 36 A321XLR.

Lors de l'annonce, Alan Joyce, le PDG de Qantas, a déclaré qu'aucune décision n'avait pour le moment été prise concernant la répartition des appareils entre Qantas et Jetstar Airways, ou même s'ils devaient être utilisés pour la croissance de la flotte ou bien le remplacement d'avions plus anciens.
En décembre 2019, Qantas a annoncé avoir retenu l'Airbus A350-1000 pour son programme Project Sunrise qui envisage des vols très long courrier sans escale, au départ de Sydney, Melbourne et Brisbane vers des villes telles que Londres, New York, Paris, Rio de Janeiro, Le Cap, Francfort et autres. Aucune commande n'a été passée, mais Qantas travaillera en étroite collaboration avec Airbus pour préparer les conditions du contrat pour un maximum de 12 aéronefs avant la décision finale du conseil d'administration de Qantas. En raison de l'impact de la pandémie de COVID-19 sur le milieu de l'aviation, les plans du Projet Sunrise ont été suspendus pour une durée indéterminée.
En décembre 2021, Qantas a annoncé avoir retenu l'Airbus A321XLR pour succéder à ses Boeing 737-800, et l'Airbus A220 pour succéder à ses Boeing 717 exploités par sa filiale QantasLink. L'accord de principe portait sur un maximum de 134 commandes et des options de droit d'achat sur plus de 10 ans, les livraisons ayant lieu quelque temps après le 1er juillet 2023. La commande devrait être finalisée avant le 30 juin 2022.
En mai 2022, Qantas a relance le Project Sunrise et a annoncé avoir passé une commande de 12 Airbus A350-1000. Le premier d'entre eux devrait être livré à Qantas fin 2025. Pour célébrer cette commande, un Airbus A350-1000 a été transporté à Sydney depuis Toulouse via Perth, arborant une livrée Qantas. Les 238 sièges seront répartis de la manière suivante :
- 6 places de première classe
- 52 places de classe affaires
- 40 places en classe premium economy
- 140 places en classe économique.

Dans la même annonce, ils ont également acté leur commande pour l'Airbus A321XLR et l'Airbus A220.

## Histoire de la flotte

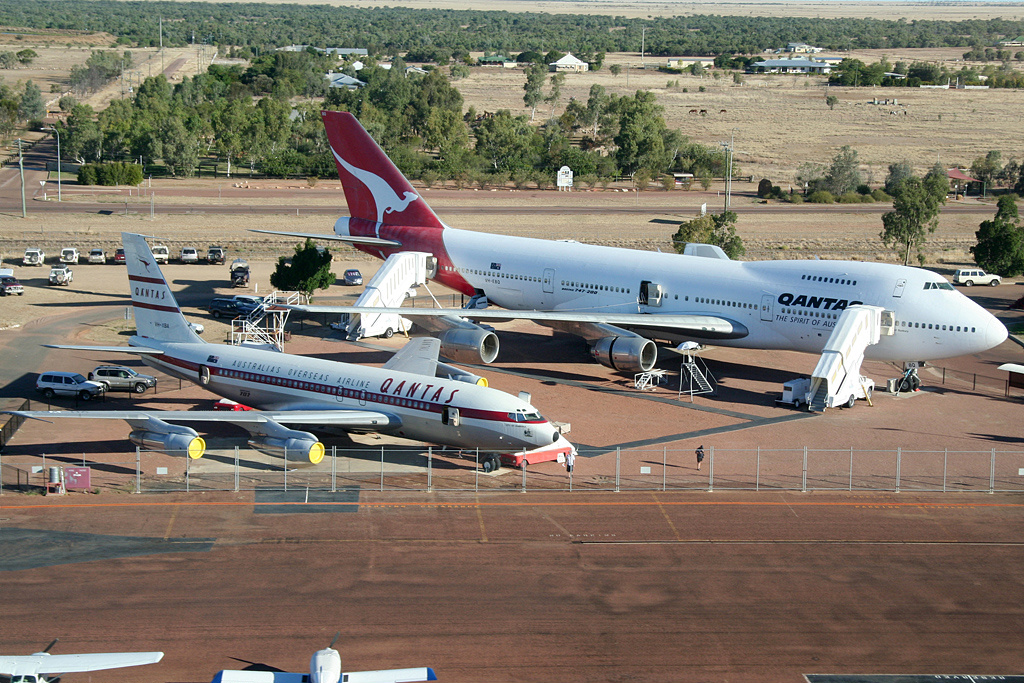
Boeing 707 et Boeing 747-200 au musée Qantas Founders Outback de Longreach

Depuis sa création, Qantas dispose d'une flotte variée. Après sa fondation, au lendemain de la Première Guerre mondiale, le premier avion à servir dans la flotte fut l'Avro 504K, un petit biplan. La flotte de la compagnie s'inscrit dans l'ère des avions à réaction en 1959 avec l'acquisition de sept Boeing 707.

### Premier avion

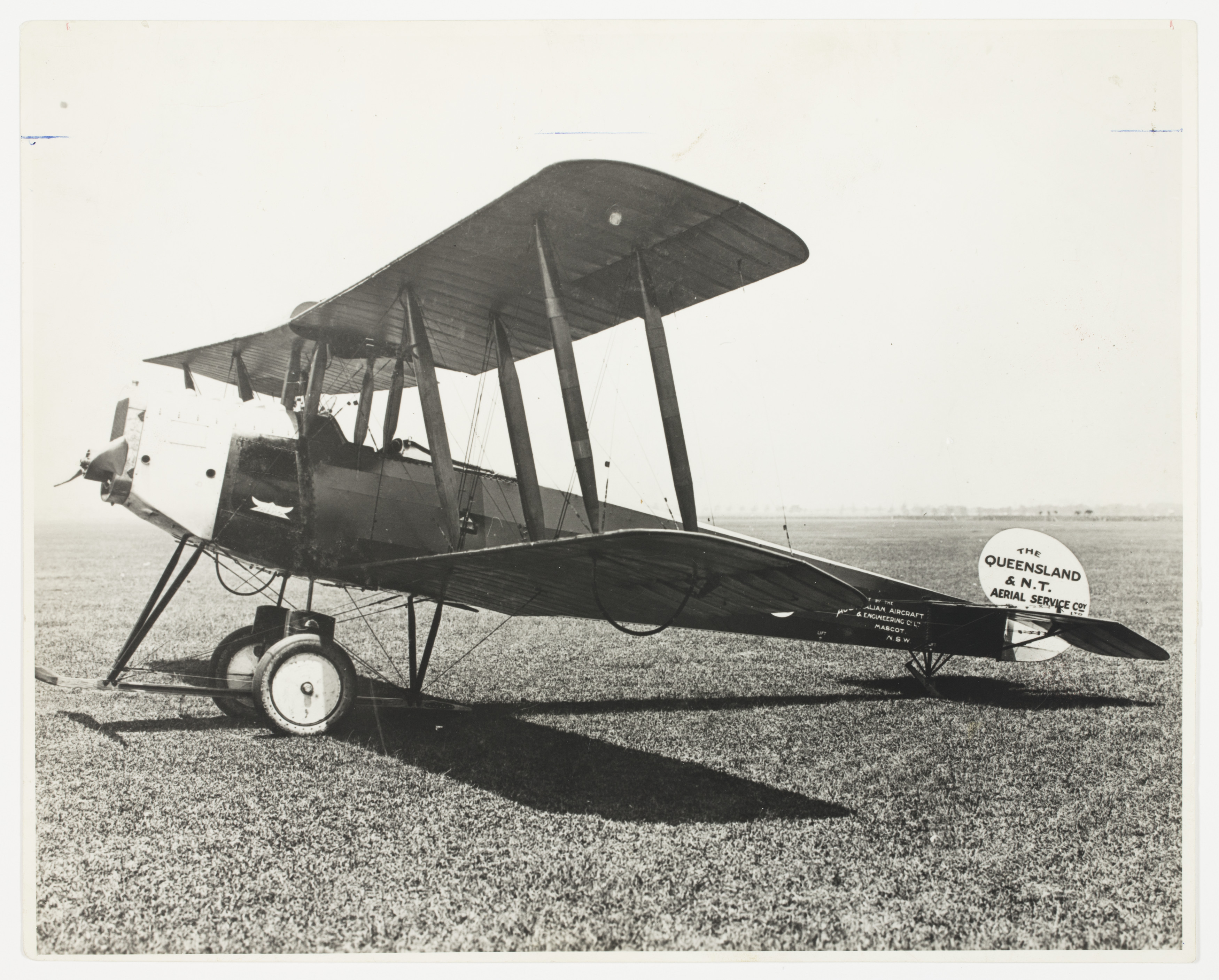
Avro Dyack, le premier avion Qantas, vers 1921

Le premier appareil de Qantas était un Avro 504K (dont une réplique peut être vue au Qantas Domestic Terminal 3 de l'aéroport de Sydney au niveau des départs). Il était équipé d'un moteur Sunbeam Dyak refroidi par eau développant une puissance de 100 chevaux (74 kW). En 1921, la compagnie exploitait également un Royal Aircraft Factory BE2E avec un moteur refroidi par air développant une puissance de 90 chevaux (67 kW).[réf. nécessaire]
Q

### Seconde Guerre mondiale
Durant la Seconde Guerre mondiale, Qantas a utilisé des hydravions sur la ligne Australie-Angleterre, en coopération avec la British Overseas Airways Corporation (BOAC). Après l'entrée en guerre de l'Italie en juin 1940, cette route devint une voie de communication vitale entre l'Australie et le Royaume-Uni.
En juin 1943, Qantas a exploité cinq hydravions Consolidated PBY Catalina convertis pour un usage civil - obtenus dans le cadre d'un prêt-bail par l'intermédiaire du ministère de l'Air britannique - afin d'établir une ligne entre Perth, et Colombo au Sri Lanka (alors appelé Ceylan) au-dessus de l'Océan Indien. Devenue connue sous le nom de The Double Sunrise, cette ligne reste le plus long vol commercial sans escale jamais entrepris, nécessitant entre 27 et 32 heures de vol en fonction des vents. Au cours des deux années suivantes, 271 traversées ont eu lieu,.
À partir de juin 1944, Qantas a ajouté à sa flotte de Catalinas le premier des deux bombardiers Consolidated Liberator transformés pour un usage civil que la compagnie va exploiter. Ceux-ci pourraient effectuer le voyage Australie-Ceylan en beaucoup moins de temps avec une charge utile beaucoup plus importante. L'itinéraire a été nommé Kangaroo Route et a marqué la première utilisation du désormais célèbre logo kangourou de Qantas; les passagers ont reçu un certificat les proclamant membres de The Order of the Longest Hop A new version of the logo was launched in July 2007.
En juin 1945, des Avro Lancastrians ont remplacé les Liberators et Catalinas sur la ligne Australie-Angleterre, qui ont été déplacés vers d'autres lignes.

### Période d'après-guerre

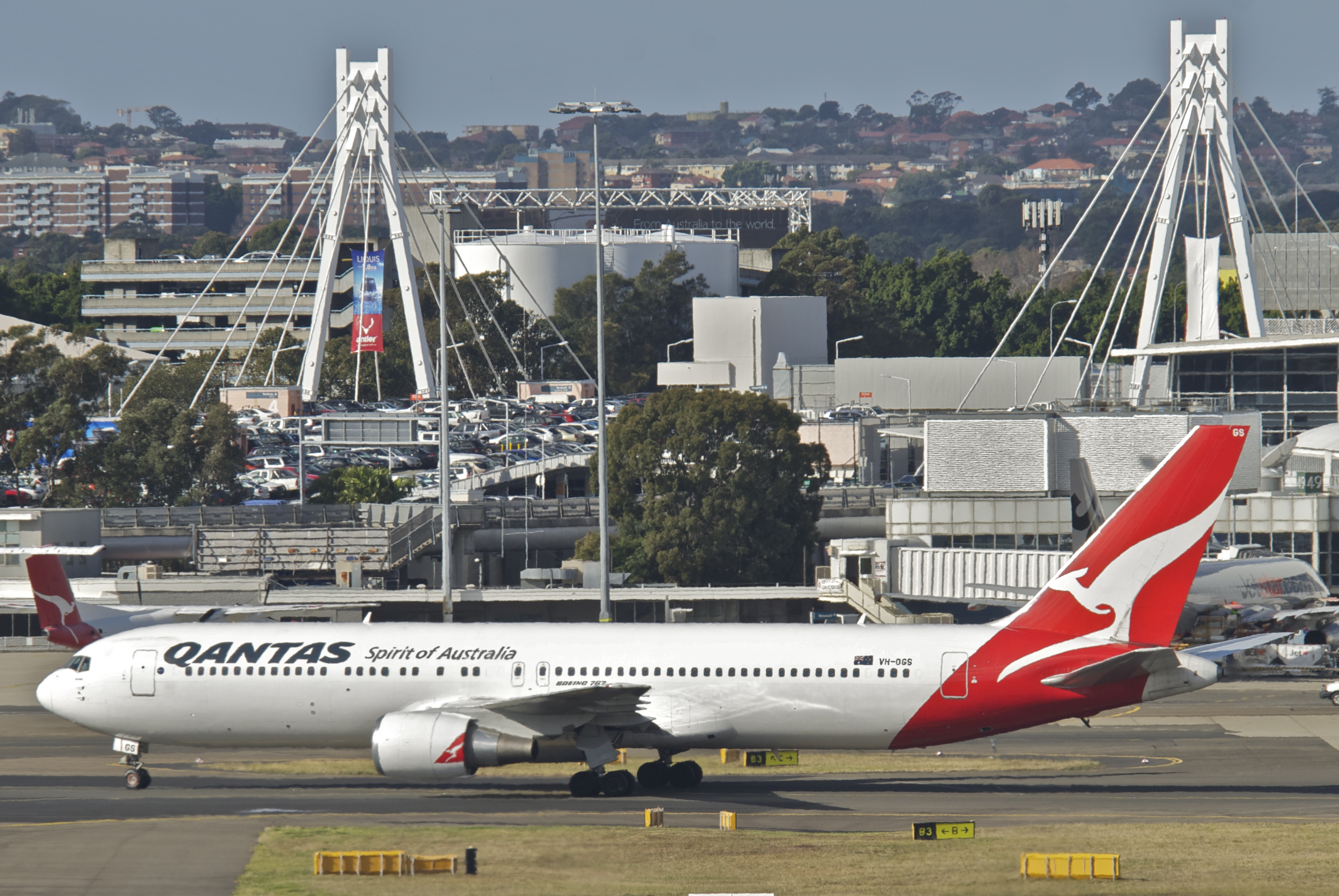
Un Boeing 767 à l'aéroport de Sydney en 2012

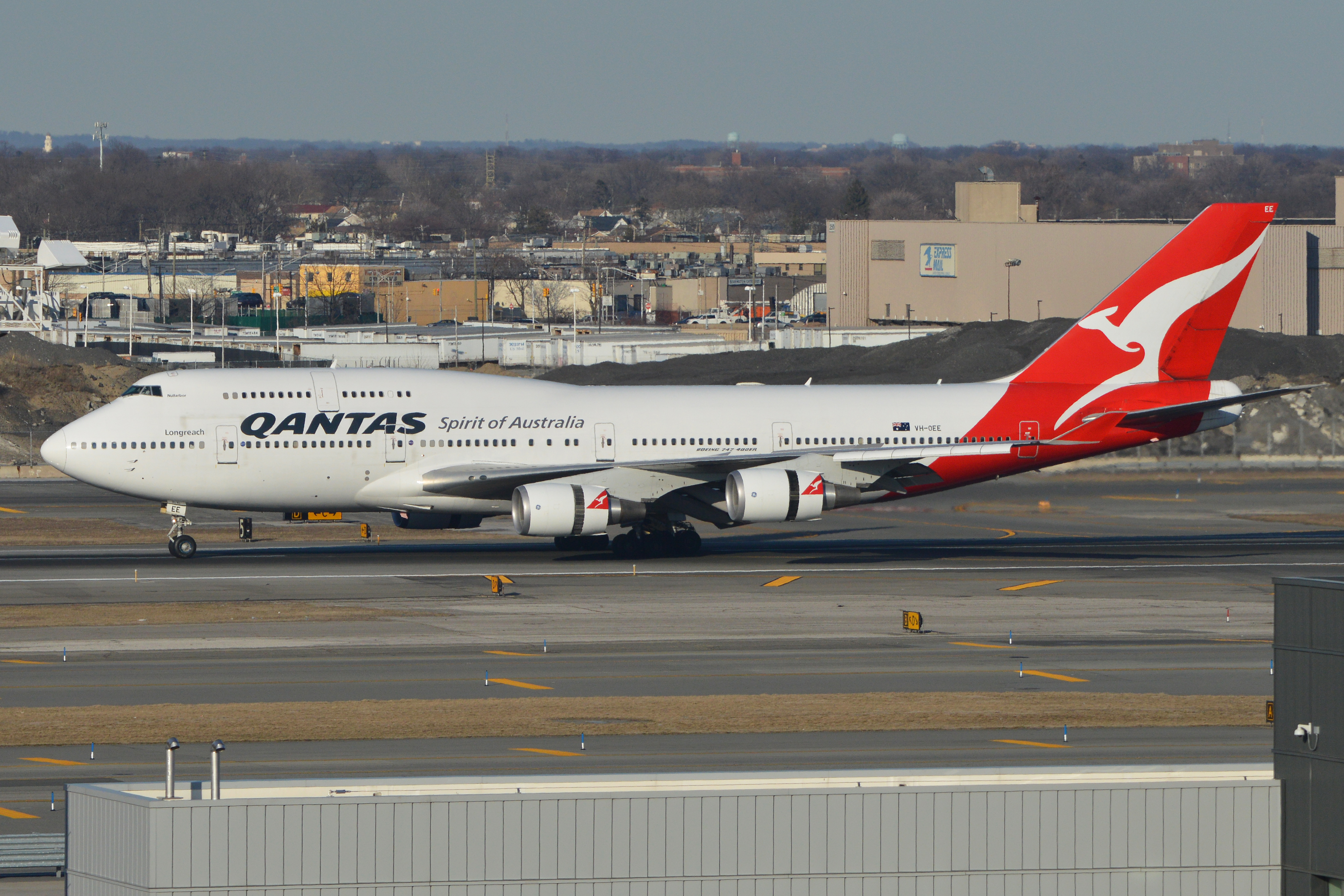
Un Boeing 747-400ER à l'aéroport JFK en 2016

Conformément à ce que prévoyait l'accord de prêt-bail, les cinq Catalinas utilisés pour la ligne  Double Sunrise ont cessé d'être exploités après la guerre. Cependant, Qantas a obtenu sept anciens Catalinas de la Royal Australian Air Force, et les a utilisés pour desservir les îles périphériques du Pacifique Sud. Les deux derniers Catalinas ont pris leur retraite en 1958.
Après la Seconde Guerre mondiale, Qantas a modernisé sa flotte avec des avions Lockheed Constellation avec l'acquisition de six L-749 à partir de 1947.
En 1949, les Lancastriens ont été remplacés par des Douglas DC-4 Skymasters sur certaines lignes.
En 1950, Qantas a commencé l'exploitation du premier des 5 hydravions à coque Short Sandringham qui ont volé depuis la base de Rose Bay, dans le port de Sydney, vers des destinations en Nouvelle-Calédonie, aux Nouvelles-Hébrides, aux Fidji, en Nouvelle-Guinée et à l'île Lord Howe. Deux d'entre eux ont été achetés à TEAL et les trois autres à la BOAC. Ceux-ci sont restés en service jusqu'à leur retraite en 1955
.
À partir de 1954, Qantas a mis en service le premier des 16 L-1049 Super Constellation, qui resteront dans la flotte jusqu'en 1963 .
En 1956, la compagnie aérienne exploitait 34 avions à hélices. Qantas a transporté un nombre record de passagers aux Jeux olympiques d'été de 1956 à Melbourne et a également transporté la flamme olympique  dans l'hémisphère sud pour la première fois lors de son plus long voyage, d'Athènes à Darwin.

### L'ère des avions à réaction

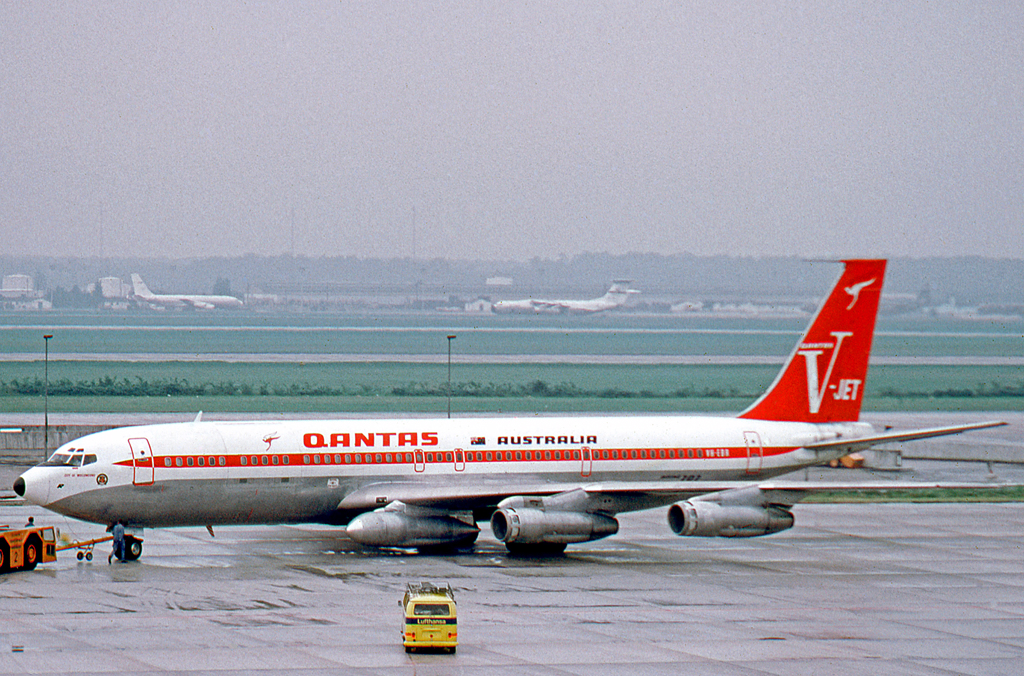
Un Boeing 707 à l'aéroport de Francfort en 1972. Noter le cinquième moteur sous l'aile.

Qantas est entré dans l'ère des avions à réaction en juillet 1959 avec des lignes de Boeing 707 à destination des États-Unis. Le service a été étendu à Londres via New York. Les lignes de Sydney à Londres via Bombay ont débuté en octobre 1959. Au total, Qantas a pris livraison de sept Boeing 707-138 et de six autres 707-138B.
Du 7 novembre 1959 au 30 mai 1963, Qantas a exploité 6 de Havilland Comets, 4 étant loués avec équipage à la BOAC. Ils comportaient des livrées Qantas sur le fuselage à la place des livrées BOAC.
Par la suite, Qantas a mis en service 22 Boeing 707-338C, qui ont remplacé les Boeing 707-138B et ont permis de faire croitre la flotte de la compagnie. Ceux-ci sont entrés en service en février 1965 et ont volé jusqu'à leur retraite, en mars 1979.
À partir de 1971, Qantas exploite le Boeing 747-238B, qui renforce sa flotte long-courrier. Lorsque les Boeing 707 ont été retirés en 1979, Qantas est devenu le seul exploitant au monde utilisant uniquement des Boeing 747. En 1981, deux Boeing 747SP à fuselage court sont entrés dans la flotte pour des vols vers Wellington, et ils ont ensuite été utilisés sur des vols sans escale entre Sydney et Los Angeles,.
En novembre 1984, Qantas a commencé le service avec six Boeing 747-338 avec un pont supérieur allongé. À partir de 1985, Qantas a cessé d'être un opérateur entièrement Boeing 747 lorsque le premier des sept Boeing 767-238ER est entré dans la flotte. Ils ont été suivis par les Boeing 767-300ER, dont le premier exemplaire a été livré en août 1988 ;  7 Boeing 767-336ER supplémentaires ont été loués puis achetés à British Airways et sont entrés en service à partir d'août 2000. Lors de son vol de livraison en juillet 1989, le premier Boeing 747-400 de Qantas a effectué un vol sans escale record de Londres à Sydney en un peu plus de 20 heures, un record qui a duré jusqu'à ce qu'il soit dépassé par un Boeing 787 en octobre 2019,. Qantas a acheté un total de 60 Boeing 747, le dernier ayant été livré en 2003. 57 ont été achetés neufs et 3 d'occasion, la compagnie en a exploité 5 autres, loués à d'autres compagnies aériennes à divers stades. Les six derniers Boeing 747-400 ont pris leur retraite en 2020.

### Flotte de 1970

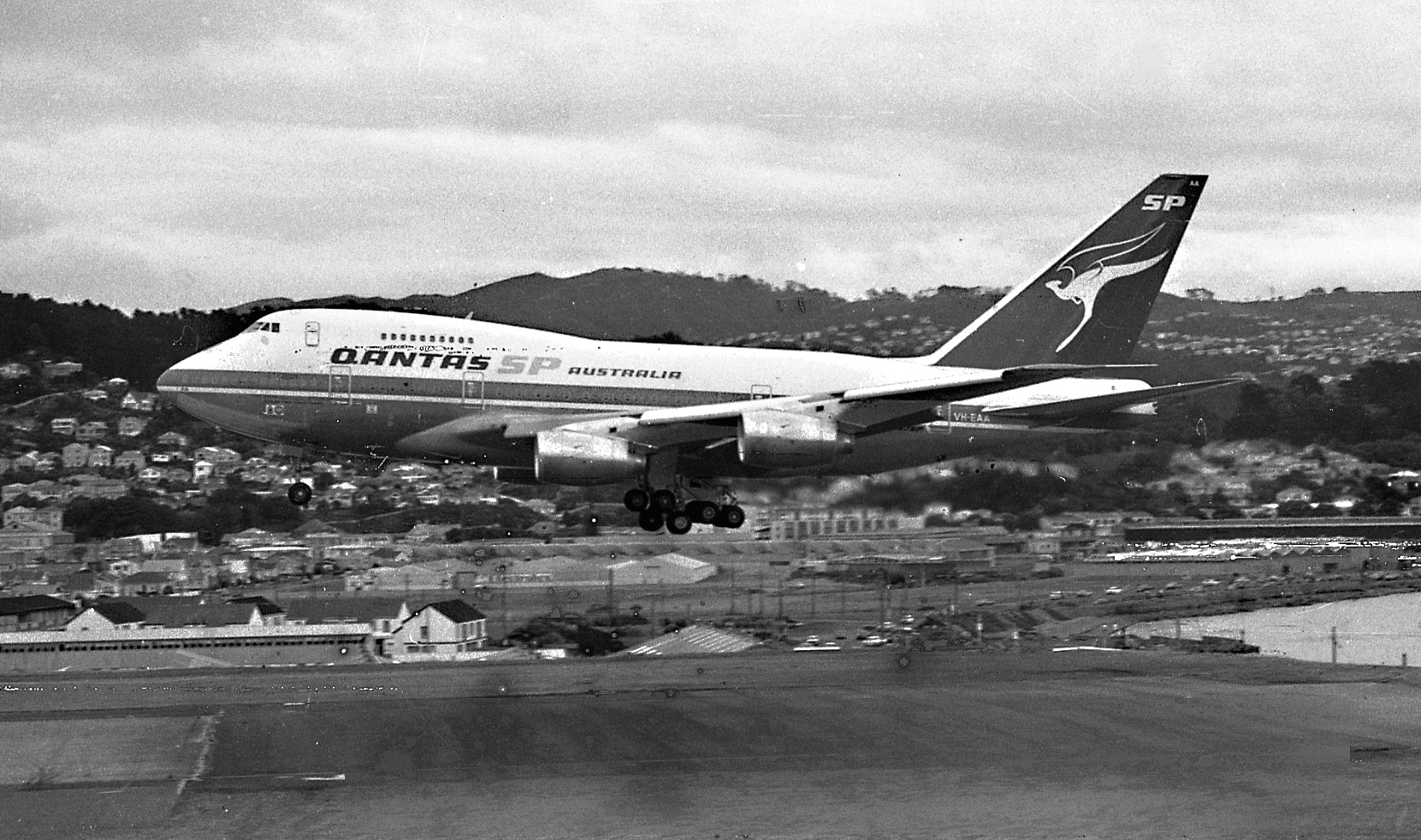
Un Boeing 747SP à l'aéroport de Wellington en 1981

| Avion                  | Total | Ordres | Remarques                              |
| ---------------------- | ----- | ------ | -------------------------------------- |
| BAC/Sud Concorde       | 0     | 0      | Quatre en option                       |
| Boeing SST             | 0     | 0      | Six en option                          |
| Boeing 707 -300        | 21    | 0      |                                        |
| Boeing 747-200         | 0     | 4      |                                        |
| Douglas DC-3           | 2     | 0      |                                        |
| Douglas DC-4           | 2     | 0      |                                        |
| Hawker Sideley HS 125  | 2     | 0      | Utilisés pour la formation des pilotes |
| Lockheed L-188 Electra | 1     | 0      |                                        |
| Total                  | 28    | 4      |                                        |

## Retraites récentes

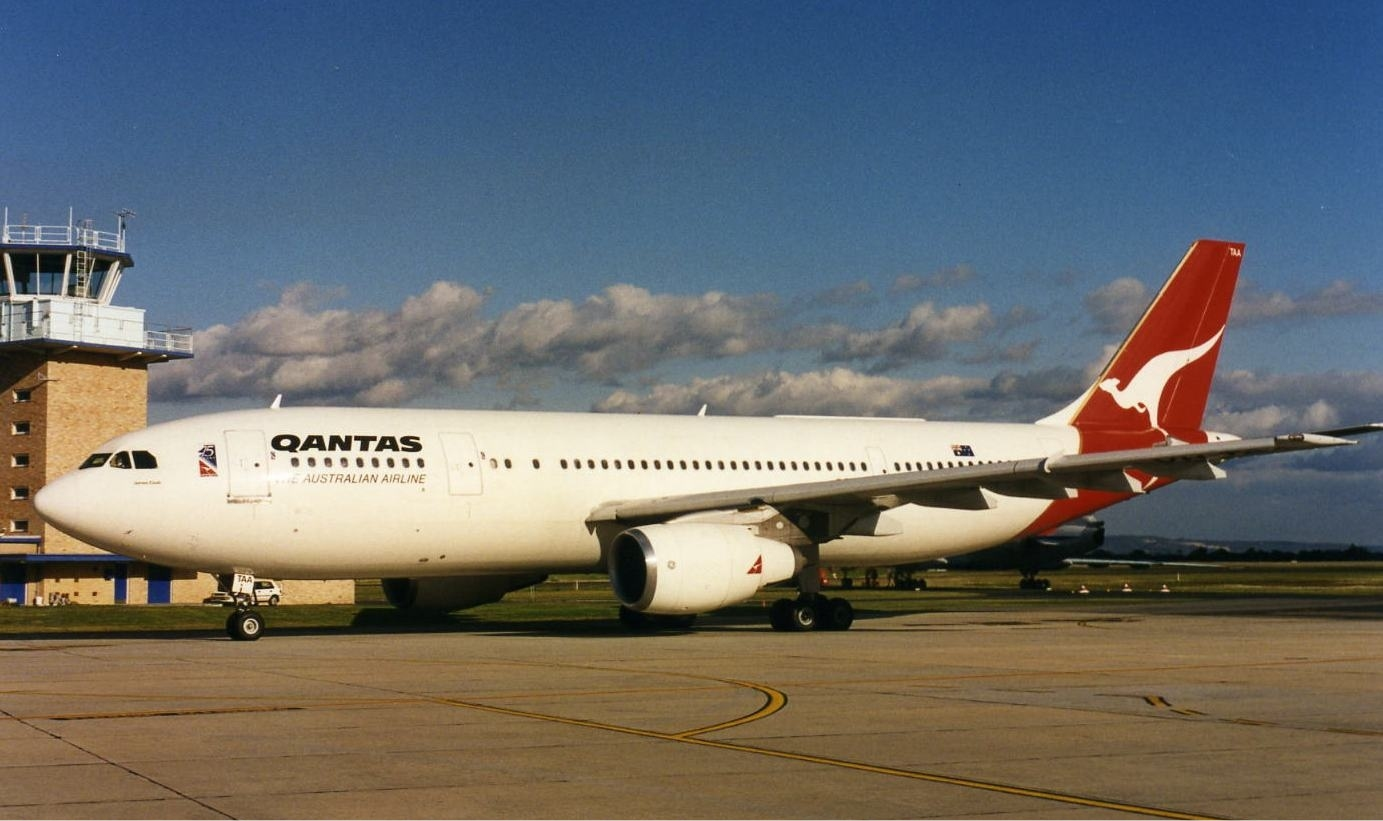
Un Airbus A300 à l'aéroport de Perth dans les années 1990

Qantas a exploité des Airbus A300 B4 après son acquisition d'Australian Airlines. La compagnie aérienne a également exploité des Boeing 737-300, Boeing 747-200, Boeing 747SP, Boeing 747-300 et Boeing 767-200ER.
En 2014, Qantas a retiré de sa flotte les Boeing 737-400, après le dernier vol régulier de ce type d'aéronef le 23 février 2014
.
Tout au long de l'année 2014, la flotte de Boeing 767-300ER de Qantas a été progressivement supprimée. Quatre d'entre eux ont été vendus à WestJet.
Le plus ancien Boeing 747-400 de Qantas (VH-OJA, City of Canberra) a pris sa retraite le 8 mars 2015 et transporté à l'aéroport de Shellharbour afin d'être donné à la Historical Aviation Restoration Society.
Le 13 octobre 2019, le dernier Boeing 747-400 de Qantas (VH-OJU, Lord Howe Island ) a pris sa retraite après avoir effectué le vol QF99 de Sydney à Los Angeles. Le 28 mars 2020, Qantas a effectué son dernier vol commercial en Boeing 747 de Santiago du Chili à Sydney,.
Le dernier Boeing 747-400ER de la flotte (VH-OEJ, Wunala ) a décollé de Sydney le 22 juillet 2020 pour le vol QF7474, a effectué un survol du port de Sydney, du quartier des affaires de Sydney et des plages des banlieues nord et est, suivi d'un survol à basse altitude de l'aéroport de Shellharbour dans un dernier adieu au VH-OJA cité précédemment. Des sièges sur trois vols de plaisance - au-dessus de Sydney, Brisbane et Canberra - ont été offerts avant le dernier vol de l'avion. Dans le contexte de l'impact de la pandémie de COVID-19 sur l'état de Victoria, Melbourne ne s'est pas vu proposer de vol. Le dernier vol a décollé de Sydney, tandis que l'avion était aspergé de jets d'eau sous les regards de la foule. Sa trajectoire de vol a tracé le logo "Flying Kangaroo" de Qantas dans le ciel alors qu'il se dirigeait vers l'est,, et est entré en retraite dans le désert californien à Mojave.